# David Bowie (album 1969)
David Bowie – drugi album nagrany przez Davida Bowiego i sygnowany (podobnie jak pierwszy) jego imieniem i nazwiskiem, wydany 4 listopada 1969 roku. Znany również jako Space Oddity (od utworu otwierającego płytę). Pierwsze wydanie w Stanach Zjednoczonych zostało zatytułowane Man of Words/Man of Music ale reedycja w 1972 została wydana już pod angielskim tytułem Space Oddity. W latach 90. płyta była kilkakrotnie wznawiana na CD z różnymi dodatkowymi "bonusowymi" utworami, przede wszystkim "Don't Sit Down", który oryginalnie ukazał się tylko w wersji amerykańskiej płyty i nie został włączony do innych wydań tej płyty w wersji winylowej.

## Lista utworów
Wszystkie piosenki napisane przez Davida Bowiego.
| 1.  | "Space Oddity"                         | 5:14  |
|     |                                        |       |
| 2.  | "Unwashed and Somewhat Slightly Dazed" | 6:10  |
|     |                                        |       |
| 3.  | "Don't Sit Down"                       | 0:39  |
|     |                                        |       |
| 4.  | "Letter to Hermione"                   | 2:30  |
|     |                                        |       |
| 5.  | "Cygnet Committee"                     | 9:30  |
|     |                                        |       |
| 6.  | "Janine"                               | 3:19  |
|     |                                        |       |
| 7.  | "An Occasional Dream"                  | 2:56  |
|     |                                        |       |
| 8.  | "Wild Eyed Boy From Freecloud"         | 4:47  |
|     |                                        |       |
| 9.  | "God Knows I'm Good"                   | 3:16  |
|     |                                        |       |
| 10. | "Memory of a Free Festival"            | 7:07  |
|     |                                        |       |
|     |                                        | 45:28 |
|     |                                        |       |

## Muzycy
- David Bowie – śpiew, gitara
- Rick Wakeman – instrumenty klawiszowe
- Terry Cox – instrumenty perkusyjne
- Tim Renwick – gitara
- Keith Christmas – gitara
- Mick Wayne – gitara
- Tony Visconti – gitara basowa, flet, flet prosty
- Herbie Flowers – gitara basowa
- Benny Marshall and Friends – harmonijka ustna
- Paul Buckmaster – wiolonczela